# HMAS Air Chief
HMAS „Air Chief” – pomocniczy okręt ratowniczy Royal Australian Navy z okresu II wojny światowej.

## Historia
HMAS „Air Bird” został zbudowany w stoczni Fellows & Stewart Incorporated w Stanach Zjednoczonych w Wilmington w Kalifornii w 1944 z numerem kadłuba C26688. Należał do łodzi ratunkowych typu Miami model 314 w RAN klasyfikowanych jako „63-foot air-sea rescue vessel” (dosł. 63-stopowa jednostka ratownicza). Do Australii przybył na pokładzie SS „Parrakoola” na przełomie czerwca i lipca 1944. Do służby wszedł 12 sierpnia 1944. W służbie RAN okręt stacjonował w Madang. 21 października 1946 został przeniesiony do rezerwy, sprzedano go w lipcu 1966